# فيلابيرتان
بلدية فيلابيرتان (بالإسبانية: Vilabertran) هي بلدية تقع في مقاطعة جرندة التابعة لمنطقة كتالونيا شمال شرق إسبانيا.

## الديموغرافيا
بلغ عدد سكان بلدية فيلابيرتان 902 نسمة عام 2011 (وفقاً للمعهد الوطني الإسباني للإحصاء).
| 795 | 797 | 813 | 831 | 844 | 882 | 902 |